# Gnadenkirche (Favoriten)

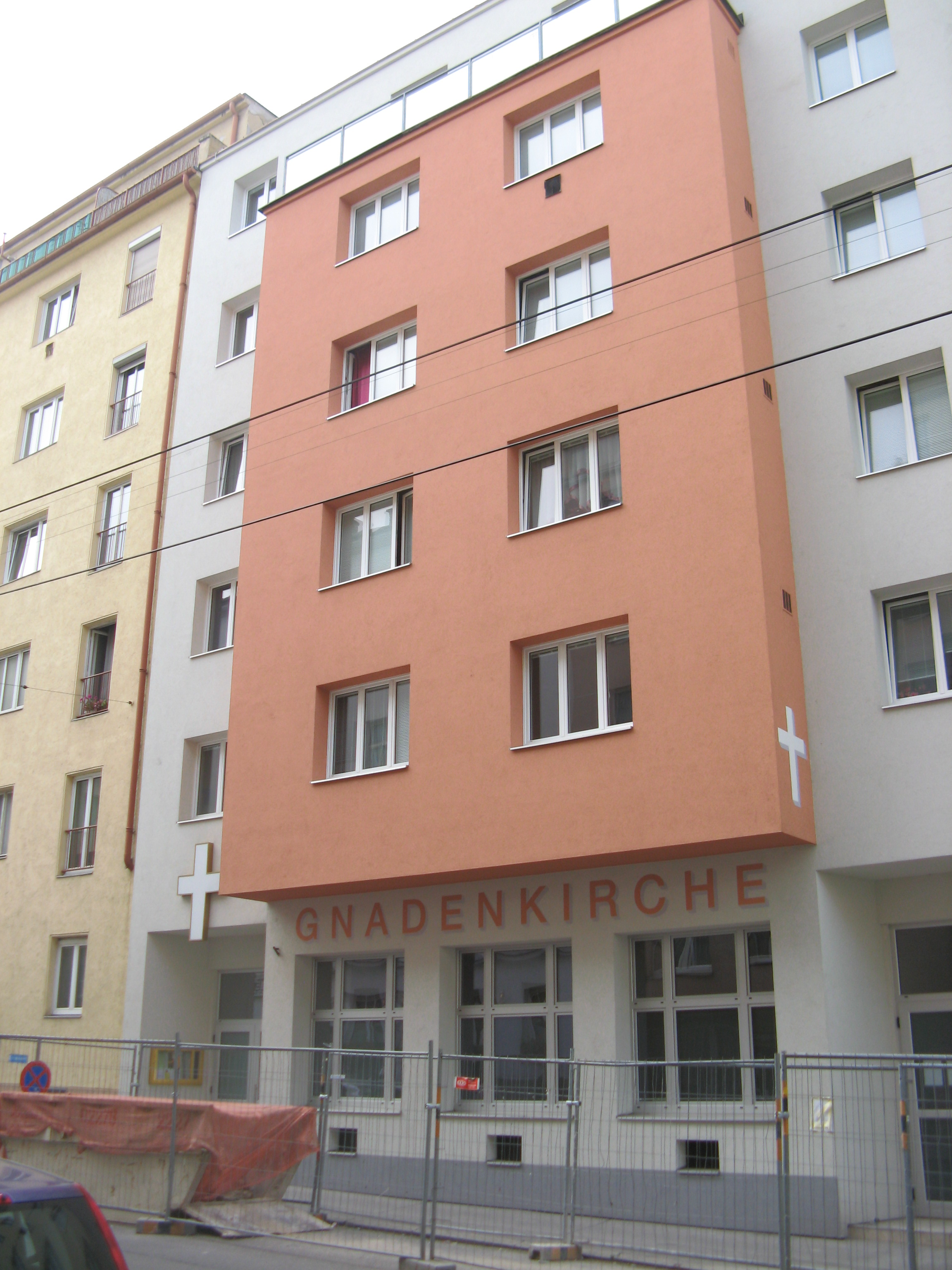
Gnadenkirche Favoriten

Die Gnadenkirche ist die Kirche der evangelischen Pfarrgemeinde im Wiener Stadtteil Favoriten, gelegen in der Herndlgasse 24. Sie gehört der Evangelischen Superintendentur A. B. Wien an.
Der als flachgedeckter Saalraum mit rechteckigem Altarraum und eingebauter Empore gestaltete Kirchenraum wurde 1966 zusammen mit dem Gemeindezentrum von Rudolf Angelides im Erdgeschoß eines neuerrichteten Wohnhauses eingebaut.